# Clypeoloculus
Clypeoloculus is een geslacht van schimmels behorend tot de familie Morosphaeriaceae. De typesoort is Clypeoloculus akitaensis.

## Soorten
Volgens Index Fungorum telt het geslacht vier soorten (peildatum april 2022):
| Soortnaam                   | Auteur(s)               | Publicatiejaar |
| --------------------------- | ----------------------- | -------------- |
| Clypeoloculus akitaensis    | Kaz. Tanaka & K. Hiray. | 2015           |
| Clypeoloculus hirosakiensis | Kaz. Tanaka & K. Hiray. | 2015           |
| Clypeoloculus microsporus   | Kaz. Tanaka & K. Hiray. | 2015           |
| Clypeoloculus towadaensis   | Kaz. Tanaka & K. Hiray. | 2015           |